# Movimiento litúrgico
El Movimiento litúrgico comenzó como un movimiento académico del siglo XIX para la reforma de la liturgia dentro de la Iglesia católica. Se ha desarrollado durante el último siglo y medio y ha afectado a muchas otras Iglesias cristianas, incluida la Iglesia de Inglaterra y otras de la Comunión Anglicana, y algunas protestantes. Una reforma similar en la Iglesia de Inglaterra y la Comunión Anglicana, conocida como Movimiento de Oxford, comenzó a cambiar la teología y la liturgia en el Reino Unido y los Estados Unidos a mediados del siglo XIX. El Movimiento litúrgico ha sido una de las principales influencias en el proceso del Movimiento ecuménico, a favor de revertir las divisiones que comenzaron en la Reforma.
El movimiento tiene una serie de facetas. Primero, fue un intento de redescubrir las prácticas de adoración antigua y hasta cierto punto de la Iglesia medieval, que en el siglo XIX se consideró la forma ideal de adoración y expresión de fe. Segundo, se desarrolló como una beca para estudiar y analizar la historia de la adoración. En tercer lugar, se amplió a un examen de la naturaleza de la adoración como una actividad humana orgánica. Cuarto, intentó renovar la adoración para que fuera más expresiva para los fieles y como un instrumento de enseñanza y misión. Quinto, ha sido un movimiento que intenta lograr la reconciliación entre las Iglesias en ambos lados de la Reforma protestante.
En la Reforma del siglo XVI, mientras algunas de las nuevas Iglesias protestantes abandonaron la antigua misa latina, la iglesia católica la reformó y revisó. La división entre las Iglesias católica y protestante fue en parte una diferencia con respecto a las creencias con respecto al idioma que se usará en la liturgia. Una misa en latín, según algunos, sería algo que uno vería y oiría principalmente como un evento sagrado; un servicio vernáculo, en el idioma del adorador, sería uno en el que se suponía que el devoto debía comprender y participar. La revisión de la liturgia romana que siguió, y que proporcionó un uso único para toda la Iglesia occidental, enfatizó la naturaleza sacramental y de sacrificio de la Eucaristía, en lugar de una dirección impulsada por los reformadores hacia la participación laica. El Movimiento litúrgico, que se originó en el trabajo para restaurar la liturgia a sus principios antiguos, dio lugar a cambios que han afectado tanto a los católicos como a los protestantes de diversas denominaciones.

## Orígenes católicos

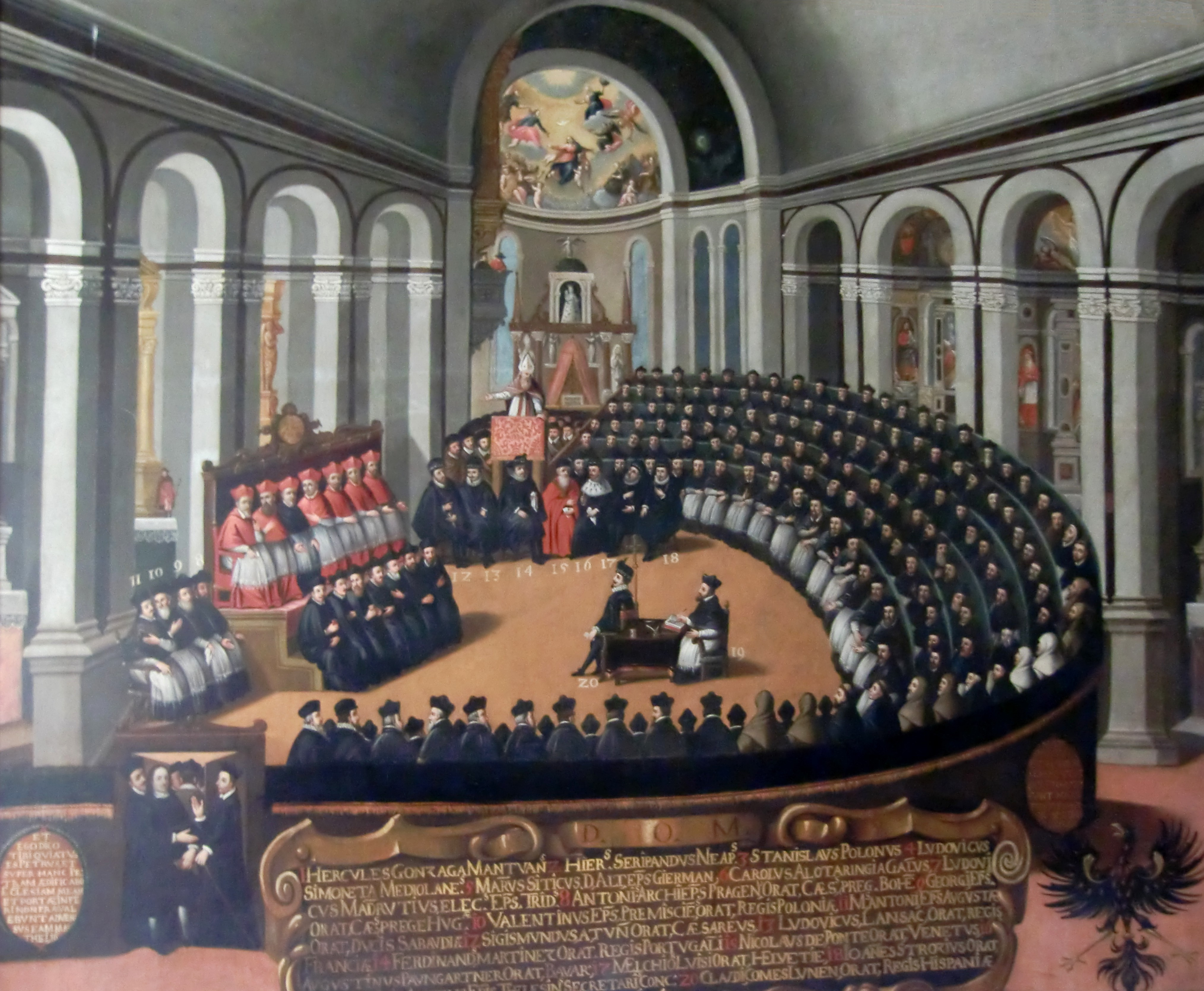
Una sesión del Concilio de Trento.

La Iglesia católica respondió a la ruptura de los protestantes europeos mediante su propia reforma, la llamada Contrarreforma. Siguiendo el Concilio de Trento (1545-1563), que adoptó la Misa Tridentina como el estándar para el culto católico, la Misa en latín se mantuvo sustancialmente sin cambios durante cuatrocientos años.
Mientras tanto, las Iglesias de la Reforma, anglicana, luterana, calvinista y otras, alteraron sus liturgias de manera más o menos radical: específicamente, el lenguaje vernáculo de la gente se usaba en el servicio de adoración. Al alejarse deliberadamente de las prácticas «romanas», estas Iglesias se convirtieron en «Iglesias de la Palabra», de las Escrituras y la predicación, rompiendo el enfoque de la Iglesia católica en los sacramentos. El ritual del recuerdo de la Última Cena y la crucifixión de Cristo en el Calvario se hizo más infrecuente y se complementó en muchas iglesias con los servicios de la oración matutina y vespertina. En algunas tradiciones luteranas, la misa fue despojada de algunos de sus personajes, Palabras de la institución («Este es mi cuerpo ... esta es mi sangre»). La práctica común era convertir el servicio del día —la comunión previa— en un servicio de predicación.

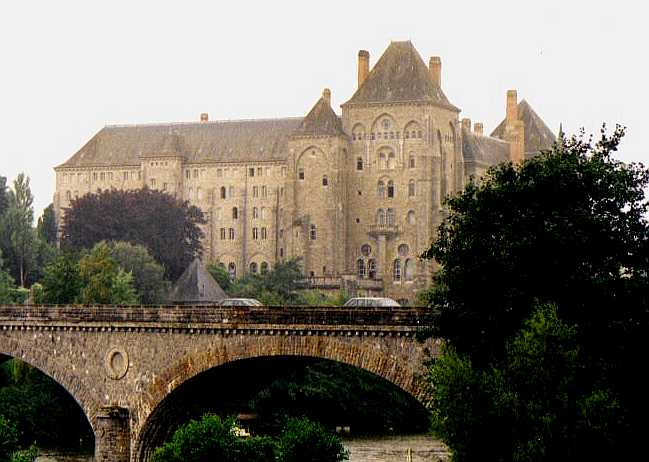
Abadía de San Pedro de Solesmes.

Los primeros movimientos de interés en la erudición litúrgica —y de ahí el cambio litúrgico— dentro de la Iglesia católica surgieron en 1832, cuando la abadía benedictina francesa en Solesmes fue refundada bajo Prosper Guéranger. Durante mucho tiempo, los benedictinos fueron los pioneros en restaurar la liturgia romana a su forma medieval temprana. Al principio, Guéranger y sus contemporáneos se centraron en estudiar y recuperar el auténtico canto gregoriano y las formas litúrgicas de la Edad Media, que se consideraron las ideales en su congregación de Solesmes —en latín Congregatio Solesmensis—. Otros eruditos, como Cabrol y Pierre Batiffol también contribuyeron a la investigación de los orígenes y la historia de la liturgia, pero faltaba la aplicación práctica de este aprendizaje.
Durante el siglo XIX, los textos patrísticos estuvieron cada vez más disponibles y se descubrieron y publicaron otros nuevos. Jacques Paul Migne publicó ediciones de varios textos teológicos tempranos en dos recopilaciones masivas: Patrologia Latina y Patrologia Graeca. Además, el Didaché, uno de los primeros manuales de moral cristiana y práctica, que pudo ser compuesta en la segunda mitad del siglo I, fue encontrado en 1875 en una biblioteca en Constantinopla publicada en 1883, siendo fuente inagotable de estudios y objeto de diversas controversias. La Tradición apostólica, a menudo atribuida en el siglo XX al hipólogo teólogo Hipólito de Roma escrita en el siglo III, se publicó en 1900. Esta última fue una Orden de la Iglesia. Contiene el texto completo de una liturgia sacramental y de las costumbres de las comunidades del período; es la fuente de un buen grupo de constituciones con indicaciones análogas elaboradas por otras Iglesias de Oriente.
El papa Pío X, elegido en 1903, alentó tales reformas. En el mismo año emitió un motu proprio sobre música de iglesia, invitando a los fieles a participar activamente en la liturgia, que vio como una fuente para la renovación de la espiritualidad cristiana. Pidió la comunión más frecuente de los fieles, en particular a los jóvenes. Posteriormente, se preocupó por la revisión del breviario. El compromiso del papa Pío resultaría ser la chispa necesaria.

### Desarrollo
El movimiento tenía una serie de elementos: becas litúrgicas, teología pastoral y renovación litúrgica. En cuanto al primero de estos, en su influyente libro Mysterium Fidei (1921), Maurice de la Taille argumentó que el sacrificio de Cristo, a partir de su auto-ofrenda en la Última Cena, se completó en la Pasión y continuó en la Misa, todos fueron un acto. Únicamente hubo una inmolación: la de Cristo en el Calvario, a la cual la Cena mira hacia adelante y la Misa hacia atrás. Aunque Taille no era liturgista, su trabajo generó una gran controversia que despertó el interés en la forma y el carácter de la misa. Su argumento, aunque todavía no fue aceptado por los protestantes, eliminó la objeción de que cada misa era una «inmolación» separada y nueva de Cristo, un acto repetido y por lo tanto eficaz.
Las consideraciones pastorales jugaron un papel importante. Tales motivos estaban detrás del tono del papado de Pío X. En 1909 convocó a una conferencia, en el Congrès National des Oeuvres Catholiques en Mechelen en Bélgica, que se considera que fue la inauguración del Movimiento litúrgico propio de la Iglesia católica. La liturgia debía ser el medio para instruir a la gente en la fe y la vida cristiana; la misa se traduciría al idioma vernáculo para promover la participación activa de los fieles. Uno de los principales participantes en la conferencia, el monje benedictino Lambert Beauduin de Lovaina, argumentó que la adoración era una acción común del pueblo de Dios y no realizada únicamente por el sacerdote. Muchos de los principios del movimiento se basaron en el libro de Beauduin, La Pieté de l'Eglise.

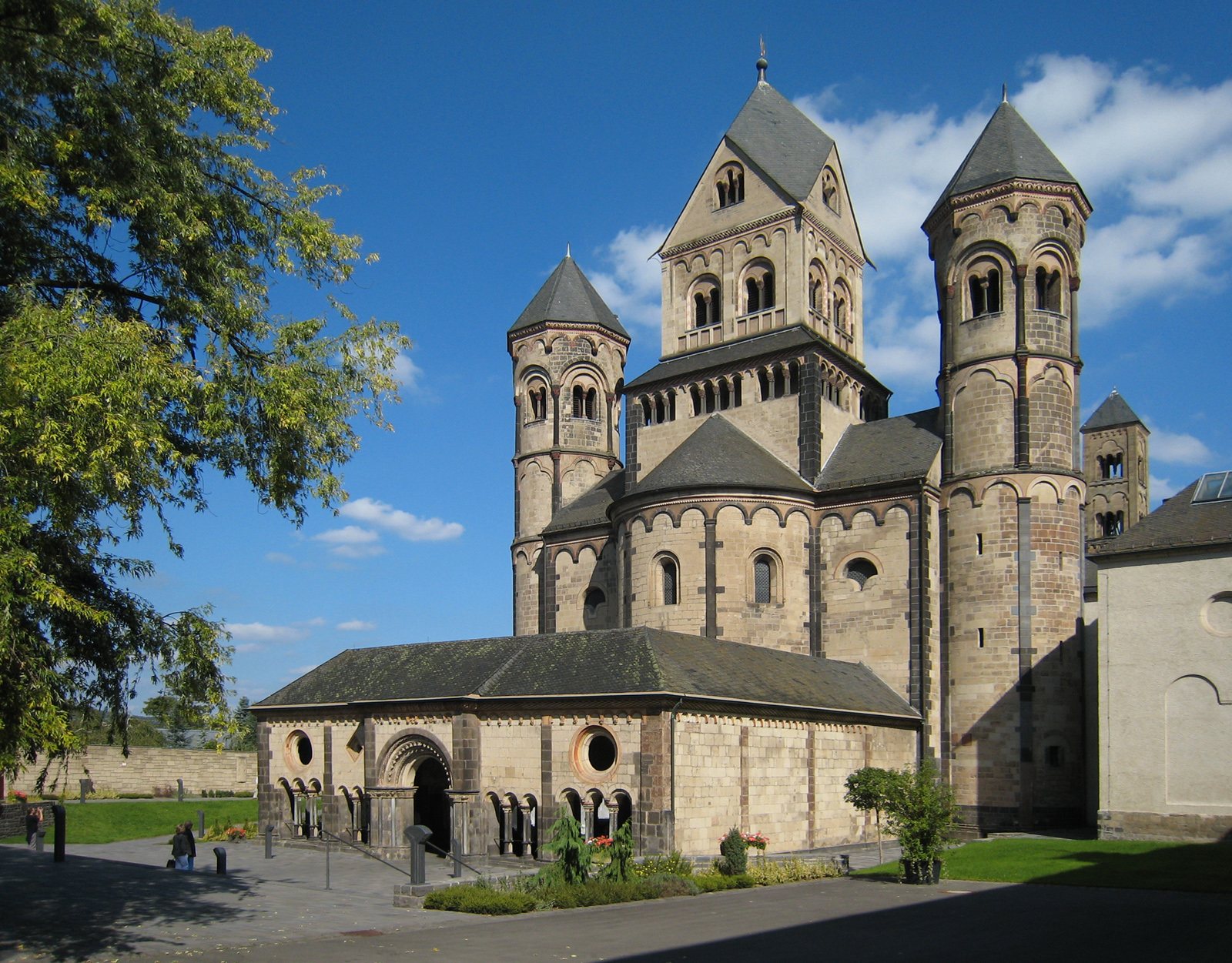
Abadía de Santa Maria Laach.

Casi al mismo tiempo, en Alemania, el abad Ildefons Herwegen de la abadía de Santa Maria Laach convocó una conferencia litúrgica en la Semana Santa de 1914 para los laicos. A partir de entonces, Herwegen promovió la investigación que resultó en una serie de publicaciones para el clero y los laicos durante y después de la Primera Guerra Mundial. Uno de los principales eruditos alemanes fue Odo Casel. Habiendo comenzado estudiando la Edad Media, Casel examinó los orígenes de la liturgia cristiana en los actos de culto paganos, entendiendo la liturgia como un acto humano universal profundo y religioso. En su Ecclesia Orans (1918), Casel estudió e interpretó los misterios paganos de la antigua Grecia y la Antigua Roma, discutiendo las similitudes y diferencias entre ellos y los misterios cristianos. Sus conclusiones se estudiaron en varios lugares, especialmente en Klosterneuburg en Austria, donde el canon agustino Pius Parsch aplicó los principios en su iglesia de Santa Gertrudis, que asumió en 1919. Con los laicos, resolvió la relevancia de la Biblia para la liturgia. Experimentos similares se llevaron a cabo en Leipzig durante la Segunda Guerra Mundial.
En Francia, se publicó el Dictionnaire d'archéologie chrétienne et de liturgie, pero la mayoría de los experimentos prácticos en liturgia se iniciaron después del contacto con los movimientos alemanes y austriacos. La mayoría de los cambios ocurrieron después de la Segunda Guerra Mundial. En 1943 se fundó el Centro Nacional de Pastoral Litúrgica y comenzó a publicarse la revista La Maison-Dieu.
La idea de la liturgia como una actividad inclusiva, subversiva del individualismo, aunque emocionante para algunos, también generó inquietudes en Roma. En 1947, el papa Pío XII emitió la encíclica Mediator Dei, que advirtió sobre falsas innovaciones, cambios radicales e influencias protestantes en el movimiento litúrgico. Al mismo tiempo, alentó el movimiento litúrgico «auténtico», al sugerir la participación activa de la congregación de los fieles en el canto y los gestos.

### Concilio Vaticano II
La misa tridentina latina siguió siendo la liturgia eucarística estándar en la Iglesia católica en Occidente hasta el Concilio Vaticano II. Josef Andreas Jungmann tuvo una influencia considerable en el Consejo a través de su Misa del Rito Romano: sus orígenes y desarrollo (1948)  y su presencia como perito, así como en la Comisión que implementaría los cambios litúrgicos. En 1963, el Consejo adoptó, por abrumadora mayoría, la Constitución sobre la liturgia sagrada, Sacrosanctum Concilium. Por primera vez se permitió la liturgia vernácula, aunque en menor medida en relación con las practicados después por las Iglesias nacionales. La influencia de Hipólito de Roma, fue evidente en la forma de Oraciones Eucarísticas. Acompañando a esto, se alentó a las liturgias a expresar la cultura local —sujeto a la aprobación de la Santa Sede—. Se ha observado la estrecha conexión entre una participación más inteligible en la celebración eucarística y llevar la fe «al mercado», mostrando un compromiso con la justicia social en la vida.
La recuperación de la Liturgia de las Horas, también llamada Oficina Divina, la oración diaria de la Iglesia, fue igual de sorprendente. Como la oración litúrgica es la oración de la Iglesia, la Constitución establece que la oración de oficio «común» es siempre preferible a la recitación individual. La liturgia de las horas también forma la base de la oración dentro del monacato cristiano.

## Comunión anglicana
En el momento de la Reforma inglesa, la liturgia fue revisada y reemplazada por el Libro de Oración Común —publicado por primera vez en 1549—. Los cambios fueron relativamente conservadores y no se modificaron sustancialmente después del siglo XVI. La edición de 1552 del libro de oraciones mostró más influencia protestante; después del Libro de Oración Común de 1662, no se intentó una revisión oficial hasta la década de 1920. 

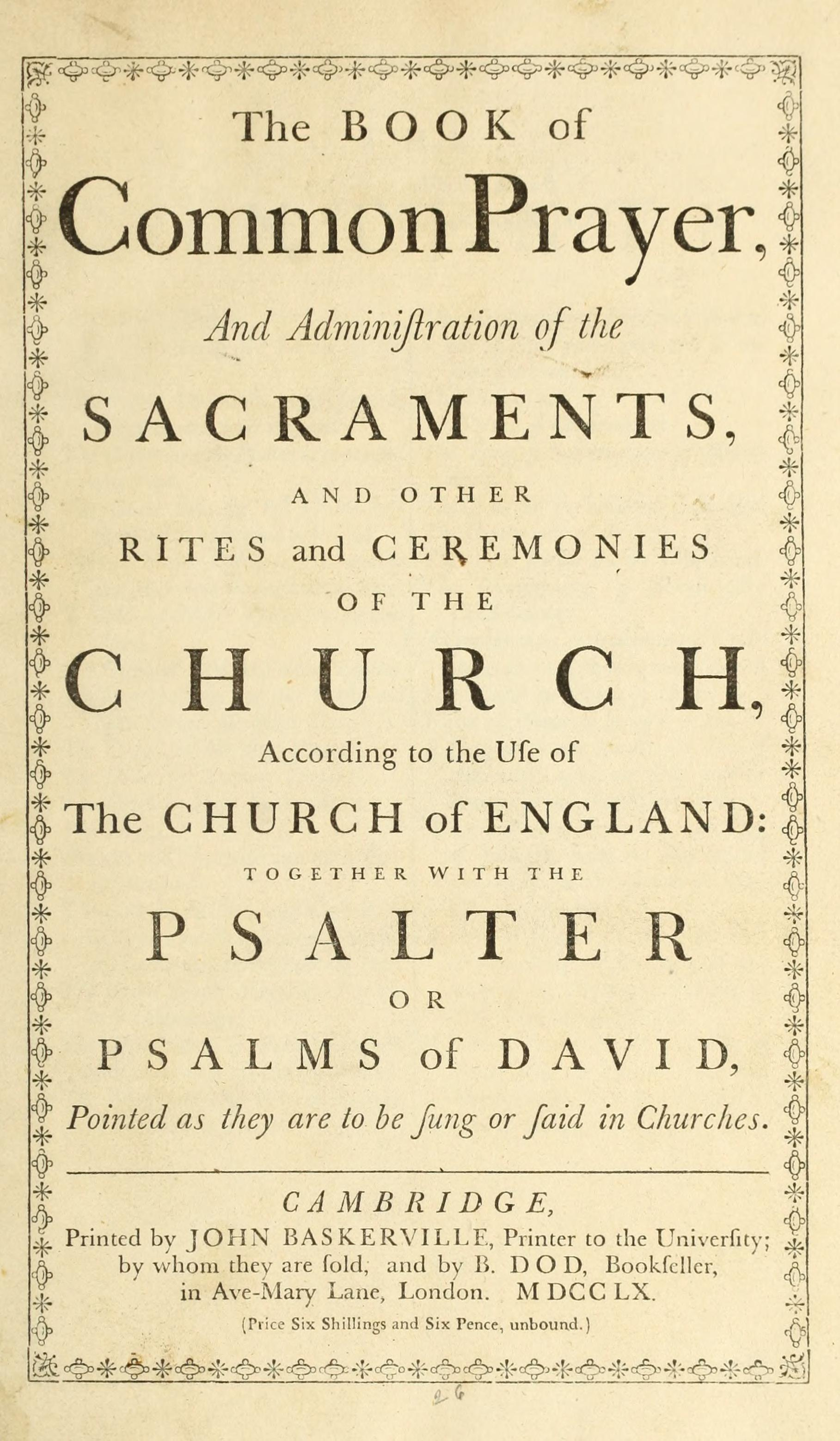
Una reimpresión de 1760 de la edición de 1662 del Book of Common Prayer (Libro de Oración Común).

En la Inglaterra victoriana, el interés en la liturgia medieval había crecido a través del trabajo del Movimiento de Oxford, que llamó la atención sobre la historia de la iglesia y su relación con la Iglesia católica. La Cambridge Camden Society (1839–63), originalmente formada para el estudio del arte eclesiástico, entre un grupo de la Universidad de Cambridge que compartían un interés común en el diseño y la recuperación de iglesias góticas, estas actividades lograron generar un interés en la liturgia que consiguieron con sus argumentos la promoción, en el ritual de finales del siglo XIX, de una adopción de prácticas medievales. El nuevo movimiento llevó a los eruditos anglicanos a conversar con sus colegas católicos. El Movimiento de Oxford también fue influyente en los Estados Unidos, donde la Iglesia Episcopal adoptó muchos cambios rituales. Muchas iglesias nuevas fueron construidas en estilos medievales a través de las primeras décadas del siglo XX. 
Al llegar a este siglo XX, la Iglesia de Inglaterra había realizado cambios ceremoniales y rituales bastante radicales, la mayoría de los cuales incorporaban una inspiración de la práctica cristiana medieval. Los tractarianos  seguidores del Movimiento de Oxford que publicaron tratados religiosos, se interesaron inicialmente por la relación de la Iglesia de Inglaterra con la Iglesia universal, por la liturgia y, en particular, por la práctica de la comunión. Poco a poco, el vestido y ceremonial se alteraron con la adopción de los aspectos tradicionales romanos de la Edad Media, por ejemplo, estolas, casullas, capa pluvial y birretes; el uso de velas se multiplicó, el incienso era quemado; los sacerdotes aprendieron a hacer genuflexión y reverencias. Gradualmente, la Eucaristía se volvió más común como el servicio principal de los domingos en lugar de la oración matutina, a menudo mejorada con oraciones sacadas del Misal romano.
El Misal inglés, publicado por primera vez en 1912, fue una combinación del rito eucarístico en el Libro de Oración Común de 1662 y las oraciones latinas del Misal romano, incluidas las rúbricas que indican la postura y los actos manuales. Era un reconocimiento de las prácticas que habían sido generalizadas durante muchos años. Los cambios fueron objeto de controversia, oposición, hostilidad y acción legal.  Algunos vieron tal cambio litúrgico no como una reforma, sino como un retiro a los modelos medievales; muchos obispos y clérigos percibieron tal cambio como «papista».
El intento de revisar el Libro de Oración Común en 1927 y 1928 tuvo sus raíces en el pasado, debido un poco a las investigaciones o prácticas de los estudiosos continentales. Con la publicación en 1935 de la Liturgy and Society de Gabriel Hebert, el debate en Inglaterra comenzó acerca de la relación entre la adoración y el mundo. Hebert, miembro de la Society of the Sacred Mission, interpretó la liturgia sobre principios sociales más amplios, rechazando, en el proceso, la idea del ayuno eucarístico como no práctica. Sus miembros deseaban una comunión más frecuente, no únicamente la asistencia a la misa; querían relacionar la eucaristía con el mundo de la vida ordinaria. A través de su influencia, el ofertorio, fue restaurado, aunque no exento de controversia prolongada.  Las ideas del movimiento de comunión parroquial, como se las llamó, fueron anteriores a los eruditos católicos ingleses. La liturgia permaneció oficialmente inalterada hasta la década de 1960, cuando comenzó el proceso sinodal, que debía producir el libro Alternative Service Book en 1980 y el Common Worship en 2000.

## Iglesias de la tradición luterana

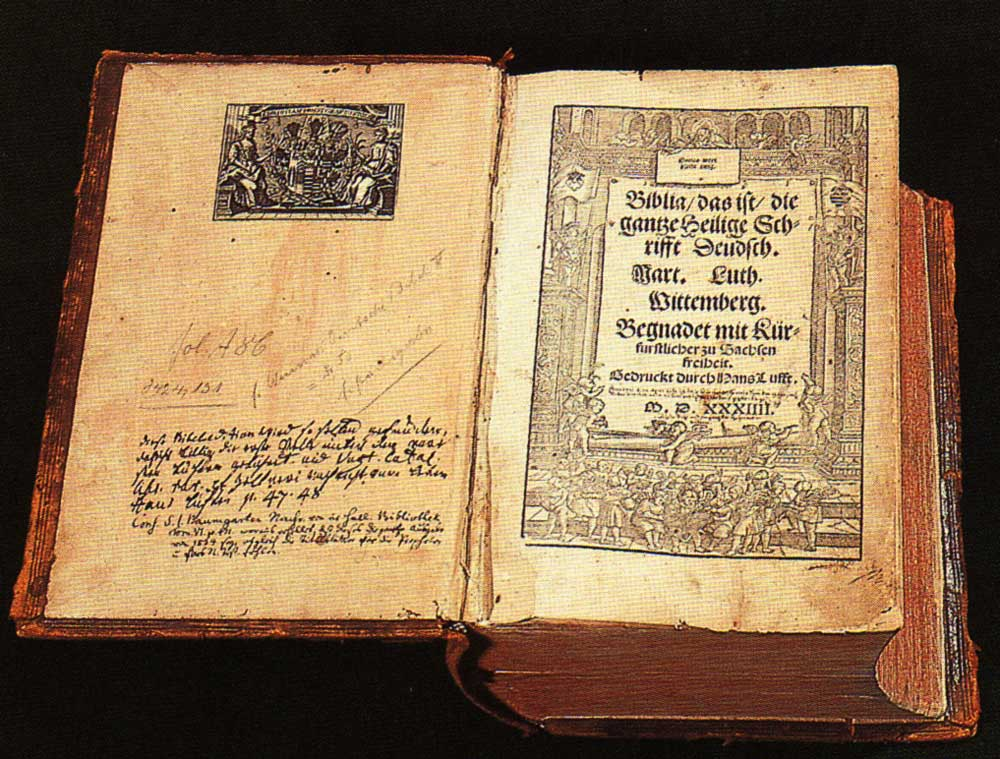
Biblia de Lutero, traducida al alemán, edición de 1534.

Igualmente dramático en algunos lugares ha sido el cambio en varias de las Iglesias luteranas. La Iglesia evangélica luterana de Finlandia, por ejemplo, ha sido fuertemente influenciada por el movimiento en su vestimenta y ritual. Los vestidos negros han sido reemplazados por vestimentas católicas tradicionales. La misa de Santo Tomás devolvió el uso más completo del ceremonial —la acción litúrgica, en la que el movimiento se lleva a cabo durante la liturgia para expresar sus diferentes partes—.
La Iglesia evangélica luterana en América, el cuerpo del luteranismo más grande de los Estados Unidos, también ha revivido una mayor apreciación de la liturgia y sus antiguos orígenes. Su clero y sus congregaciones han adoptado muchos símbolos litúrgicos tradicionales, como el signo de la cruz, el incienso y la casulla completa, que se han vuelto más comunes que en años anteriores. Si bien las congregaciones individuales ejercen cierta libertad de estilo, el general de los aspectos del culto litúrgico, incluidas vestimentas, adornos de altar y el retorno de muchas prácticas formales, se ha acercado más a los estilos de las tradiciones católica y anglicana.
El Iglesia luterana Sínodo de Misuri ha liderado la recuperación de la práctica litúrgica luterana. Prácticas como el canto de los salmos y otras partes del servicio, y la imposición de cenizas en el Miércoles de ceniza, son ahora relativamente comunes.
En los Estados Unidos, se formaron numerosas organizaciones inter-eclesiásticas que se identificaron como cuerpos luteranos, debido principalmente a las oleadas de inmigración a finales del siglo XIX y principios del XX de naciones del norte de Europa y Escandinavia. Debido a las diferencias en idiomas y costumbres, las congregaciones se desarrollaron siguiendo líneas «nacionales», estableciendo sus propias versiones de la «iglesia en casa», por ejemplo, los luteranos noruegos, los luteranos daneses, etc. Estas Iglesias primitivas usaron el idioma vernáculo de su patria. A medida que los colonos y sus descendientes adoptaron el uso del inglés y se asimilaron a los estadounidenses, se redujo la necesidad de culto en idiomas extranjeros y de identificación con las Iglesias nacionales.
En las Iglesias estatales del Electorado de Sajonia y los principados de Turingia, la extinción de la oración eucarística de Martín Lutero se invirtió en la década posterior a la Segunda Guerra Mundial. Se publicaron nuevos libros de servicios.

## Influencia y críticas
Horton M. Davies, profesor de la Universidad de Princeton, afirma que «Lo fascinante del movimiento (litúrgico) es que ha permitido a las Iglesias protestantes recuperar en parte la herencia litúrgica católica, mientras que los católicos parecen haberse apropiado de la valoración protestante de "La predicación, de la adoración compartida en la lengua vernácula, y la importancia de los laicos como el pueblo de Dios"».
La influencia de la forma romana de la liturgia ha sido considerable entre la mayoría de las Iglesias litúrgicas occidentales, incluida la totalidad de la comunión anglicana, y la Iglesia metodista en Inglaterra, y las Iglesias litúrgicas menos formales, como la Iglesia Metodista Unida de los Estados Unidos. Por otro lado, los críticos han lamentado, en su mayoría desde dentro de la Iglesia católica, la pérdida de misterio y la reducción en el elemento sacrificial de la Misa.En sus documentos oficiales, la Iglesia identifica las formas de la Misa de Rito Romano por las ediciones del Misal Romano utilizadas para celebrarlas. Así, en su motu proprio Summorum Pontificum del 7 de julio de 2007, el papa Benedicto XVI se refirió a esta forma de la Misa de Rito Romano al vincularla con «el Misal Romano promulgado por el papa Pablo VI en 1970».